# Layne Beaubien
Layne Beaubien (Coronado, 4 luglio 1976) è un pallanuotista statunitense, vincitore di una medaglia d'argento ai giochi olimpici di Pechino 2008.